# Максимюк Максим Володимирович
Максим Володимирович Максимюк (нар. 24 липня 1977, Київ) — український актор театру та кіно, телеведучий. Заслужений артист України (2020).

## Життєпис
Народився 24 липня 1977 року у місті Київ.
1994 року закінчив Київську гімназію №167 з поглибленим вивченням німецької мови. Вже у старших класах школи пізнав магію сцени, таким зачарованим і лишився.
1999 року був одним із останніх випускників Київського театрального інституту минулого сторіччя. Закінчив акторський факультет Київського національного університету театру, кіно і телебачення імені Івана Карпенка-Карого (майстерню Ірини Молостової). Отримав диплом актора театру та кіно.
З 1996 по 2006 рік брав участь у постановках та проектах київських театрів (драматичного театру «Браво», академічного Молодого театру та академічного театру Драми та комедії на Лівому березі).
З 2008 року працює у театрі на Подолі.

## Робота на телебаченні
- Ведучий програми «Було ваше – стало наше» (Інтер)
- Ведучий програми «На гачку» (Новий канал)

## Фільмографія
- 2004 — «Ігри дорослих дівчаток» — продавець у переході
- 2005 — «Дідусь моєї мрії»
- 2005 — 2006 — «Леся+Рома»
- 2007 — «Луна-Одеса» — водій лімузина
- 2007 — «Кольє для снігової баби» — Макс
- 2007 — «Давай пограємо!» — Помазок, сержант
- 2008 — «Здивуй мене» — водолаз
- 2008 — «Роман вихідного дня» — Сашко, адвокат Клавдії
- 2008 — «Почати спочатку. Марта» — епізод
- 2008 — «Мільйон від Діда Мороза» — старший дільничний
- 2008 — «Повернення Мухтара — 4» (71 серія «Перевірка») — худрук
- 2008 — «Абонент тимчасово недоступний» — Діма
- 2009 — «За загадкових обставин» (Фільм №1 «Потяг, який зник») — Водолазів
- 2009 — «Легенди чаклунської любові» — Генка
- 2009 — «Повернення Мухтара — 5» (17 серія «Кредитор») — Кузьменко
- 2009 — «1941» — Бондаренко, червоноармієць
- 2010 — «Чужа» — працівник похоронного бюро
- 2010 — «Віра Надія Любов» — епізод
- 2010 — «Брат за брата» — співробітник ППС
- 2011 — «Медове кохання» — продавець меду
- 2011 — «Ластівчине гніздо» — дільничний міліціонер
- 2011 — 2016 — «Таксі» — лікар швидкої допомоги
- 2012 — «Господиня тайги-2» — Лавр
- 2012 — «Ржевський проти Наполеона» — смс-кур'єр
- 2012 — «Дорога до порожнечі» — Аркадій Єрошкін, працівник кабельного телебачення
- 2012 — «Закохані у Київ» (кіноальмани) — чоловік
- 2012 — «Біла гвардія» — Смушкевич, секретар міського голови
- 2012 — 2016 — «Віталька» — Святий Валентин
- 2013 — «Шулер» — Вознюк
- 2013 — «Холостяк» — Нечіпорук, лейтенант одеської міліції
- 2014 — «Швидка допомога» (9 серія) — Сергій Матвійович Федотов, директор собачого притулку
- 2014 — «Пляж» (Фільми: №1 «Підкидьок», №12 «Заручники хвилі») — Посвалюк
- 2014 — «Київський торт» — продавець
- 2014 — «Давай поцілуємось» — Діма
- 2014 — «Все повернеться» — прокурор
- 2015 — «Остання електричка» — діловод
- 2016 — «Слуга народу 2» — Цісик, губернатор Харківської області
- 2016 — «Слідчий Тихонов» (Фільм 1 «Візит до Мінотавру») — Моня Садомський
- 2016 — «Майор і магія» — Ігор Ілліч, директор банку
- 2016 — «Недотуркані» — Іван Демидович Хабарчук
- 2017 — «Рятівники Алупки»
- 2017 — «Слуга народу 2. Від любові до імпічменту» — Цісик, губернатор Харківської області
- 2017 — «Невиправні» — Михайло Щука
- 2018 — «Пес-4» (16 серія «Ліки від здоров'я») — Семен Слуцький, лаборант Ковальчука
- 2018 — «Голос із минулого» — Матвій, однокласник Олексія, господар ресторану
- 2019 — 2021 — «Папік» — Петро Євгенович Шундріка, олігарх
- 2021 — «Папік-2» — Петро Євгенович Шундріка, олігарх

## Робота в театрі
Київський драматичного театру «Браво»
Київський академічний Молодий театр
Київський академічний театр драми і комедії на лівому березі Дніпра
Київський академічний драматичний театр на Подолі 
- 2009 — «Мертві душі» — Михайло Семенович Собакевич, поміщик
- 2011 — «Минулого літа в Чулимську» — Мечеткін[2]
- 2015 — «Вічно живі» — Миколай Миколайович Чернов, адміністратор філармонії
- 2015 — «Він і вона» — Гауптвахтов, Піскарьов, Капітонов, Оповідач
- 2018 — «Дівчина з ведмедиком, або Неповнолітня» Павла Ар'є за романом «Дівчина з ведмедиком» Віктора Домонтовича; реж. Стас Жирков — Тихменєв та інші[3][4]
- 2018 — «Шоу про шоу» — Голос
- 2019 — «DreamWorks» / «Мрії оживають» Івана Вирипаєва; реж. Давид Петросян — Максимільян[5]
- 2019 — «За двома зайцями» Оксани Прибіш за «однойменною п'єсою Івана Нечуй-Левицького та Михайла Старицького; реж. Ігор Матіїв — Прокіп Свиридович Сірко[6]
- 2019 — «1984» Майкла Джина Саллівана за однойменним романом-антиутопією Джорджа Орвелла; реж. Сергій Павлюк — 3-й член партії
- 2019 — «Зойчина квартира» за однойменною п'єсою[ru] Михайла Булгакова; реж. Максим Голенко — Онисим Зотикович Алілуя, голова будкому[7]
- 2019 — «Останнє приземлення, або один день із життя внутрішнього органа» — Купріненко
- 2020 — «Спроба любити» — Акрба
- 2021 — «Ножиці» Пола Портнера; реж. Ігор Матіїв — майор

## Нагороди і визнання
- 2020 — Заслужений артист України[1]